# 미노고촌 (오사카부)
미노고촌(일본어: 三野郷村)은 일본 오사카부 나카카와치군에 설치되었던 촌이다. 현재의 야오시, 히가시오사카시에 해당한다.